# Assedio di Inabayama
L'Assedio del castello di Inabayama (稲葉山城の戦い?, Inabayama-jō no Tatakai) del 1567 fu la battaglia finale di Oda Nobunaga nella sua campagna per sottomettere il clan Saitō della provincia di Mino. L'assedio durò circa due settimane tra il 13 e il 27 settembre 1567. Si concluse con la vittoria delle forze di Nobunaga e la sottomissione del clan Saitō, dei suoi vassalli e dei suoi alleati. Questa vittoria fu il culmine della campagna di Nobunaga per la conquista della provincia di Mino, svolta in modo intermittente nei sei anni precedenti, e portò alla fine della rivalità tra i due clan che era iniziata vent'anni prima tra il padre di Nobunaga, Oda Nobuhide, e Saitō Dōsan.
A causa della debole leadership del clan Saitō molti leader samurai si unirono a Nobunaga prima della battaglia, mentre altri se ne unirono in seguito. Con questa vittoria, Nobunaga assunse il controllo della vasta e fertile provincia di Mino e ottenne numerosi servitori e risorse. Nobunaga ricostruì il castello di Inabayama e lo chiamò castello di Gifu, creando una solida base da cui espandersi verso nord nella regione di Hokuriku. Il castello di Gifu divenne residenza principale e sede militare del clan Oda fino a quando si trasferì nel quasi completato castello di Azuchi nel 1575.
Il giovane servitore di Nobunaga, Kinoshita Tōkichirō (conosciuto in seguito come Toyotomi Hideyoshi) svolse un ruolo importante nella vittoria a Inabayama. Negli anni che precedettero la battaglia egli negoziò per avere il sostegno dei signori della guerra locali che assicurarono numerosi uomini al momento dell'attacco e costruì un castello ai margini del territorio nemico che serviva da base per le operazioni nella provincia da conquistare. Oltre a questi preparativi Tōkichirō ideò ed eseguì un coraggioso piano che permise tramite un raid improvviso l'apertura delle porte del castello e la conseguente vittoria. Come premio dei suoi sforzi per la vittoria il suo rango venne aumentato da Nobunaga di cui divenne uno dei più importanti e famosi comandanti.

## Antefatti

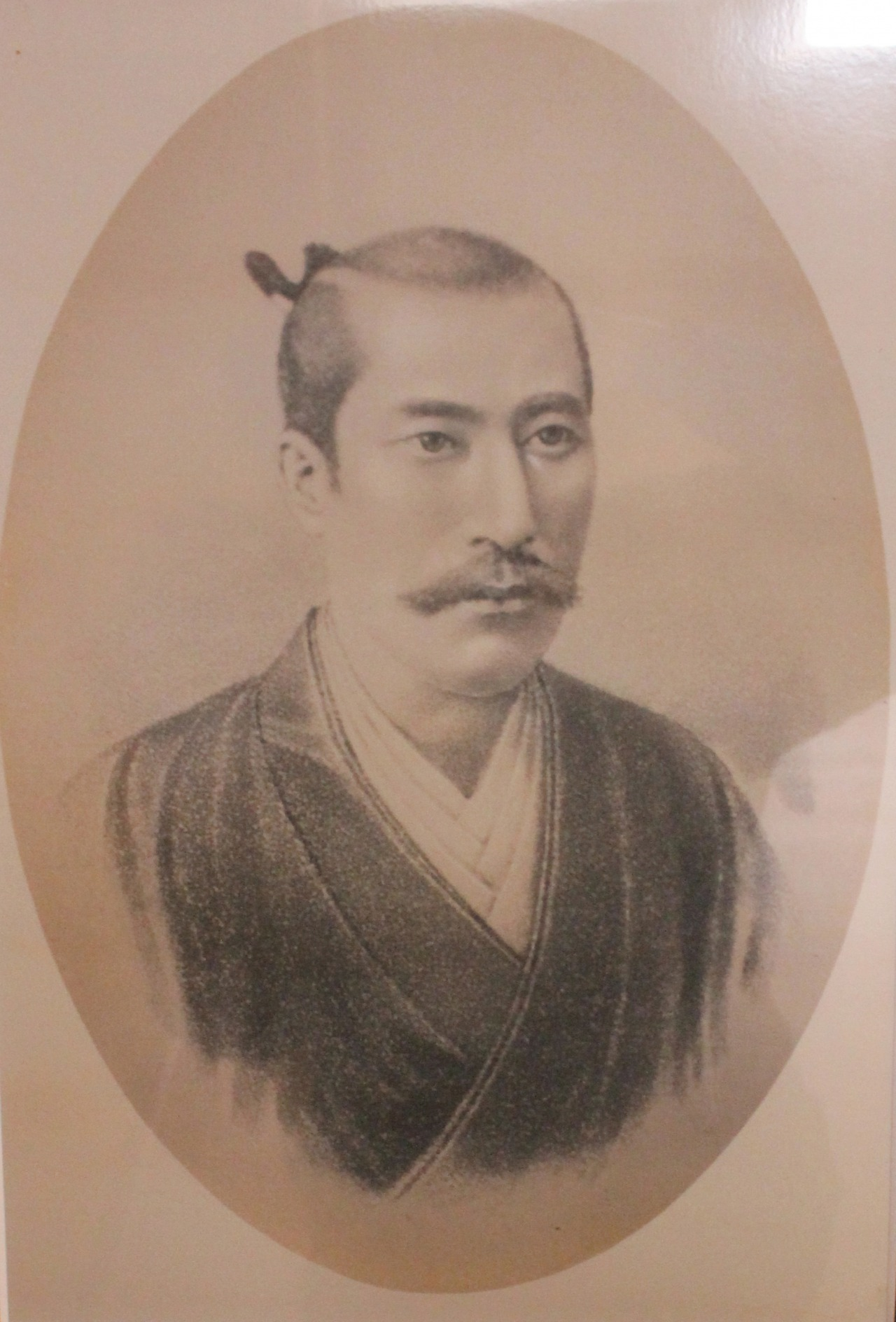
Oda Nobunaga, di un gesuita, XVI secolo

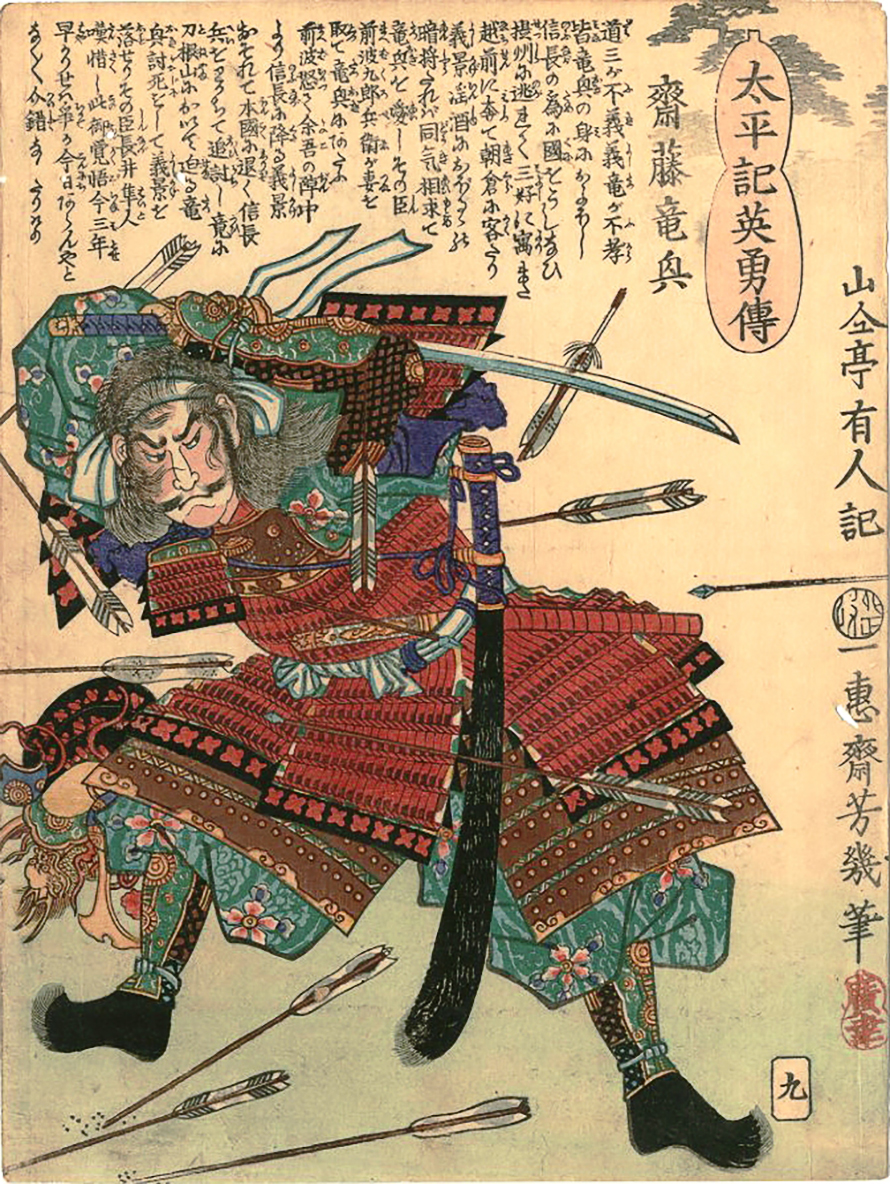
Saitō Tatsuoki, di Utagawa Yoshiiku, XIX secolo

Nel 1549 il giovane Oda Nobunaga (1534–1582), che divenne si seguito il maggiore daimyō della provincia di Owari, si sposò con Nōhime, figlia di Saitō Dōsan, capo del rivale clan Saitō della vicina provincia di Mino. Nobunaga era il secondo figlio di Oda Nobuhide, capo del clan Oda, che a quel tempo stava affrontando oppositori interni nei confini settentrionali e orientali della provincia di Owari. Saitō Dōsan, daimyō di Mino, era un leader forte e spietato, ma le lotte interne avevano iniziato a dividere il clan Saitō in fazioni.
Entrambi i clan avevano bisogno di una tregua per affrontare problemi più urgenti e quindi il matrimonio politico di Nobunaga e Nōhime portò alla fine della rivalità dei clan e alle loro lotte nelle frontiere.
Nel 1555 Saitō Yoshitatsu, figlio maggiore di Dōsan, sospettò che la sua eredità fosse messa in discussione e uccise i suoi due fratelli minori. L'anno successivo riunì le truppe a lui fedeli e si ribellò apertamente contro il padre. Dōsan chiamò in aiuto suo genero, Oda Nobunaga, suo erede legale. Poco dopo Dōsan fu ucciso da uno dei servitori di Yoshitatsu nella battaglia di Nagara-gawa. All'epoca Nobunaga non era in grado di aiutare il suocero e la guerra civile dei Saitō finì prima che fosse possibile un intervento degli Oda. Nel 1561 Yoshitatsu morì di lebbra e suo figlio, Saitō Tatsuoki, divenne capo del clan. Tatsuoki era giovane ma veniva considerato incapace di una guida efficace da parte dei suoi servitori, ed era visto con disprezzo dai suoi subordinati e persino dai contadini locali. Dopo che gli Oda e il clan Matsudaira si allearono e sconfissero il clan Imagawa nel 1560 nella battaglia di Okehazama, Nobunaga si trovava in una posizione più sicura e iniziò a concentrarsi sui loro vicini a nord, il clan Saitō. I piani di Nobunaga per un'invasione di Mino furono apparentemente motivati dalla vendetta per la morte del suocero, Saitō Dōsan, ma Yoshitatsu era morto prima che Nobunaga potesse attaccare. Tuttavia Nobunaga considerava comunque anche Tsuneoki un traditore e iniziò il suo piano d'invasione.

## Campagna di Mino

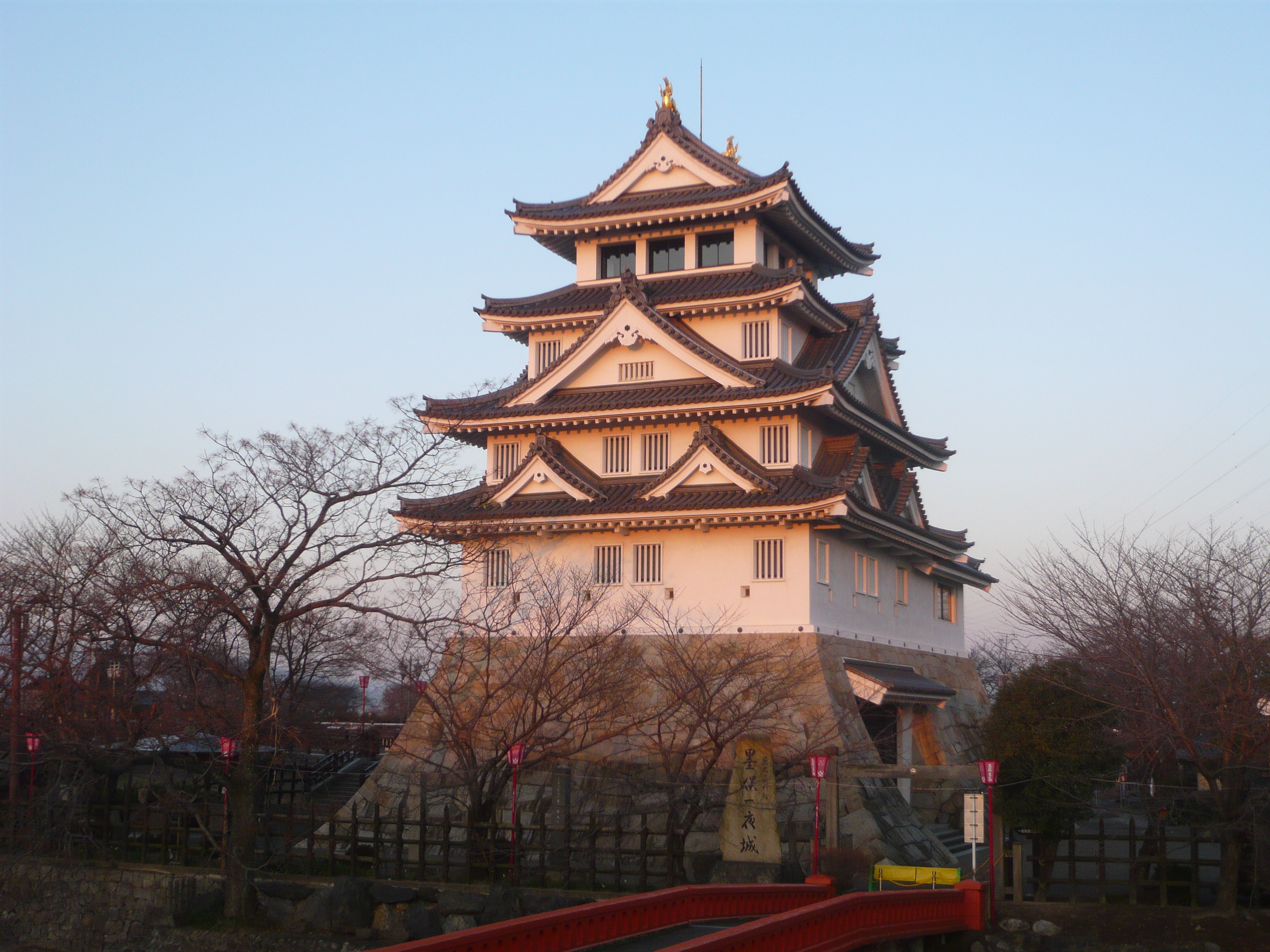
castello di Sunomata, 2008

Oda Nobunaga portò le proprie forze nel territorio di Mino nel 1561 e nel 1563 e avvennero brevi battaglie. In ogni spedizione Nobunaga e i suoi 700 uomini venivano soverchiate da forze rapidamente assemblate sotto il daimyo locale, che guidava fino a 3 000 uomini. Accerchiati all'aperto e incapaci di organizzare una difesa, venivano ogni volta respinti. Nel 1564 Nobunaga attaccò il castello di Inabayama, la roccaforte del clan Saitō. Il castello era situato in cima al monte Inaba, che aveva delle forti difese naturali. Sebbene fosse considerato quasi impenetrabile, Tatsuoki fuggì e si nascose all'interno del castello, mentre i suoi servitori Takenaka Hanbei e Andō Morinari guidavano la difesa. Tuttavia Nobunaga fu nuovamente sconfitto e cacciato dalla provincia.
A partire dal 1564, Oda Nobunaga mandò un suo fedele servitore, Kinoshita Tōkichirō per convincere, tramite corruzione, molti dei signori della guerra della provincia di Mino a unirsi al clan Oda. Kinoshita si avvicinò a Takenaka Hanbei, considerato un brillante stratega ma sempre vissuto ai margini del clan Saitō, per convincerlo a tradire. Sebbene Takenaka fosse frustrato dal comportamento di Tatsuoki, non voleva apparire traditore della sua lealtà e rifiutò le offerte di Kinoshita. Impressionato dall'integrità del servitore Kinoshita lo invitò come ospite a un soggiorno prolungato nella sua casa. Hanbei ammise che il clan Saitō non poteva sopravvivere per molto tempo sotto la guida di Tatsuoki e accettò l'invito di Kinoshita in cambio di una promessa di clemenza nel caso in cui il clan Saitō fosse stato sconfitto..
Nel 1566, in previsione della prossima campagna, Kinoshita propose la costruzione di un castello da qualche parte vicino al castello di Inabayama per servire come punto di partenza per le forze Oda. Nobunaga acconsentì e Kinoshita costruì castello di Sunomata sulla riva del fiume Sai di fronte ai territori del clan Saitō. Secondo una leggenda Kinoshita costruì il castello in una sola notte; ma è più probabile che fosse lo scheletro della torre con una facciata che veniva vista dalla fazione opposta. Tuttavia il risultato della rapida costruzione impressionò il nemico. Con l'aiuto della cautela del nemico che esitò ad attaccare, gli uomini di Kinoshita riuscirono a trasformare rapidamente la costruzione prima in una fortificazione e poi in un castello completo. Nobunaga ordinò a Kinoshita di rimanere nel castello come amministratore e gli diede il nome Hideyoshi.

## Assedio

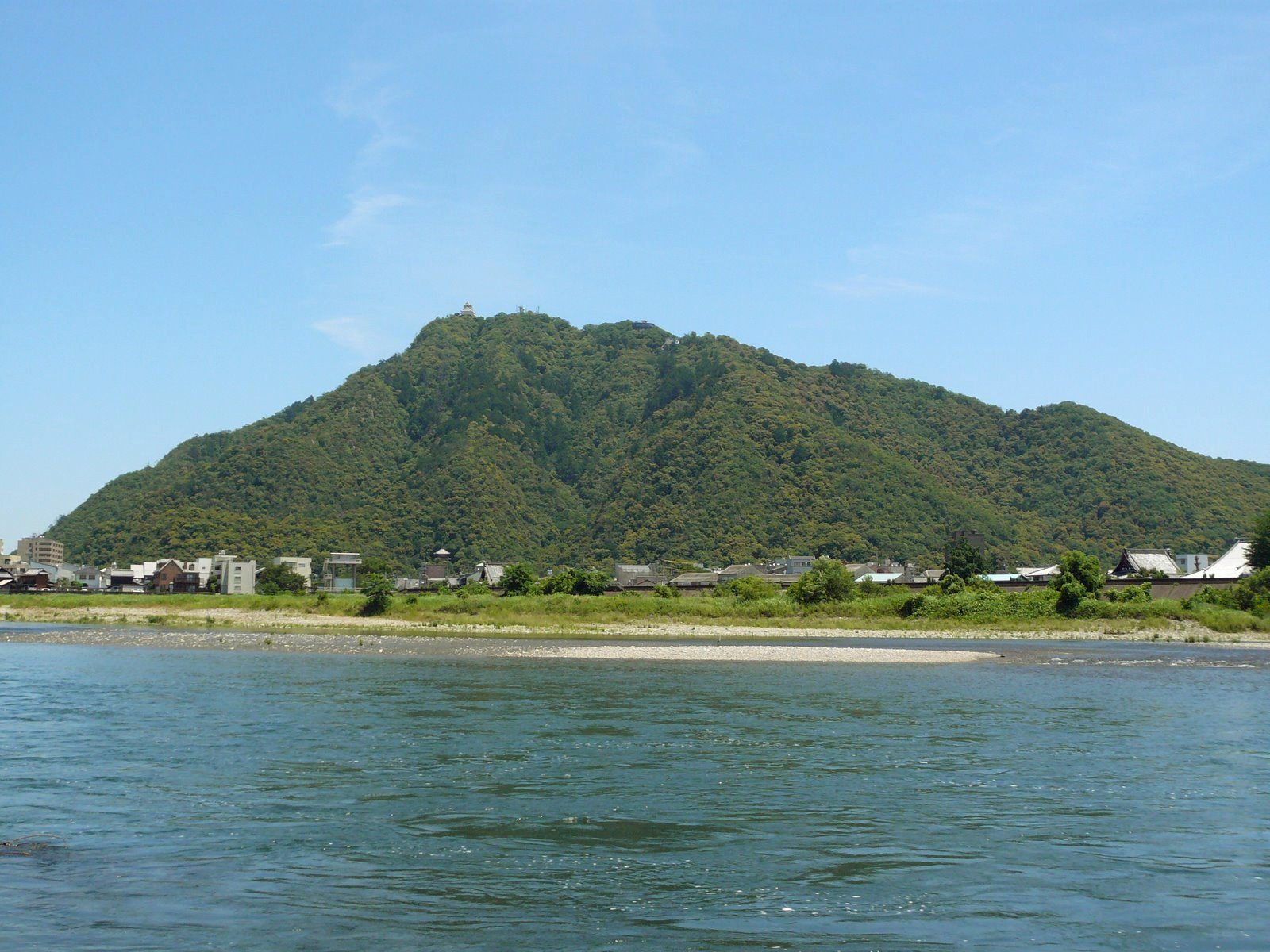
monte Inabayama

Nel 1567, Oda Nobunaga guidò un nuovo attacco contro il clan Saitō della provincia di Mino. La roccaforte del clan era il castello di Inabayama, una fortezza di montagna costruita nella cima del monte Inaba (oggi Gifu). Saitō Tatsuoki, il daimyo del clan, si era già dimostrato codardo e incompetente al comando, assegnò a Takenaka Hanbei il comando del castello e della guarnigione. Nonostante a Tatsuoki fosse il capo del clan non contribuì alla battaglia. Quando le forze Oda entrarono nuovamente nella provincia di Mino, Hanbei preparò la guarnigione alla difesa del castello.
Come riportato dallo Shinchō kōki (o The Nobunaga Chronicles), i preparativi per la battaglia iniziarono il 13 settembre 1567. Nobunaga entrò nella zona, prese contatto con gli alleati e il corpo principale dell'armata, circa 5 000 uomini, attraversò il fiume Kiso. Mentre le truppe si riunirono sulla riva lontana del fiume, Nobunaga inviò due messaggeri, Murai Sadakatsu e Shimada Hidemitsu, a tre dei vassalli anziani del clan Saitō, denominati Triumvirato di Mino, chiedendo loro cooperazione nella prossima battaglia. Questi signori della guerra di Mino che Kinoshita Hideyoshi aveva persuaso qualche anno prima si unirono alle truppe di Nobunaga.
Mentre gli uomini fedeli a Nobunaga si spostavano nella pianura furono combattute numerose schermaglie in un inutile sforzo per fermare le forze d'invasione. Le forze di Nobunaga entrarono poi nel paese di Inoguchi il quale si trovava al di sotto del castello di Inabayama. Per non rivelare le proprie mosse e offuscare il campo dando spazio di movimento all'esercito assediante, l'avanguardia di Kinoshita Hideyoshi diede fuoco alla città. Mentre alcuni soldati presero posizione sul Monte Inoguchi e su una vicina scogliera, l'esercito principale si posizionò davanti al monte Inaba per iniziare l'assedio. L'esercito assediante, notevolmente aumentato, mostrava le bandiere degli ex vassalli del clan Saitō e questo disorientò i difensori del castello. Nei giorni che seguirono Kinoshita mandò gli uomini a raccogliere informazioni specialmente dai contadini locali disposti ad aiutare. Kinoshita incontrò un residente locale, Horio Yoshiharu, che gli mostrò un percorso poco conosciuto che portava al pendio nord della montagna sul retro del castello. Le pendici nord sotto il castello erano così ripide che l'assalto da parte di una grande forza era stato considerato impossibile e per questo veniva scarsamente presidiato dai difensori.

### Assalto finale

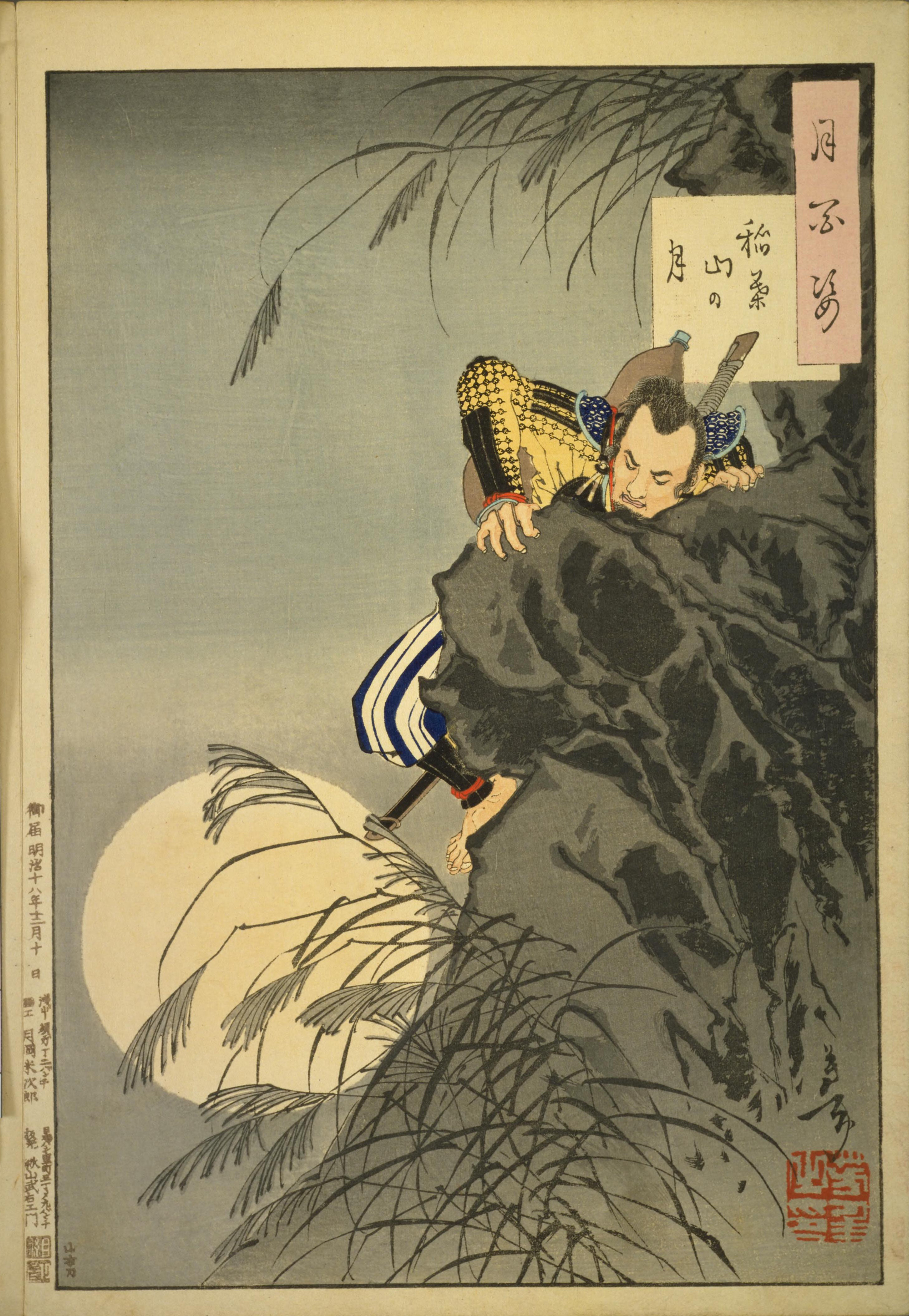
Monte Inaba, di Tsukioka Yoshitoshi (1885): Kinoshita Hideyoshi mentre scala il monte Inaba

Non è esattamente noto quel che successe nel campo di battaglia tra il 14 e il 25 settembre. Dato lo stile aggressivo di combattimento di Nobunaga si può dedurre che le forze del clan Oda attaccarono ferocemente frontalemente e probabilmente violarono le difese esterne del castello di Inabayama. Fu Kuroda Kanbei, considerato uno stratega di talento, incaricato di guidare e coordinare l'attacco principale. È certo che Kinoshita Hideyoshi ideò un piano attraverso il quale una piccola forza avrebbe scalato la parete a nord per entrare nel castello e avrebbe dovuto aprire in fretta le porte per l'esercito assediante. Nobunaga approvò e incaricò Kinoshita per guidare l'incursione. Per il suo gruppo d'assalto Kinoshita scelse Horio Yoshiharu, Hachisuka Koroku e altri cinque o sei uomini. Il 26 settembre Nobunaga era così fiducioso del piano di Kinoshita e dell'esito della battaglia che dispose una Jinmaku sul campo di battaglia dove tenne un incontro con i suoi ufficiali superiori assegnando compiti per la ricostruzione del castello dopo la battaglia. Salutò anche gli ex vassalli dei Saitō che si erano uniti a lui offrendo loro del sakè.

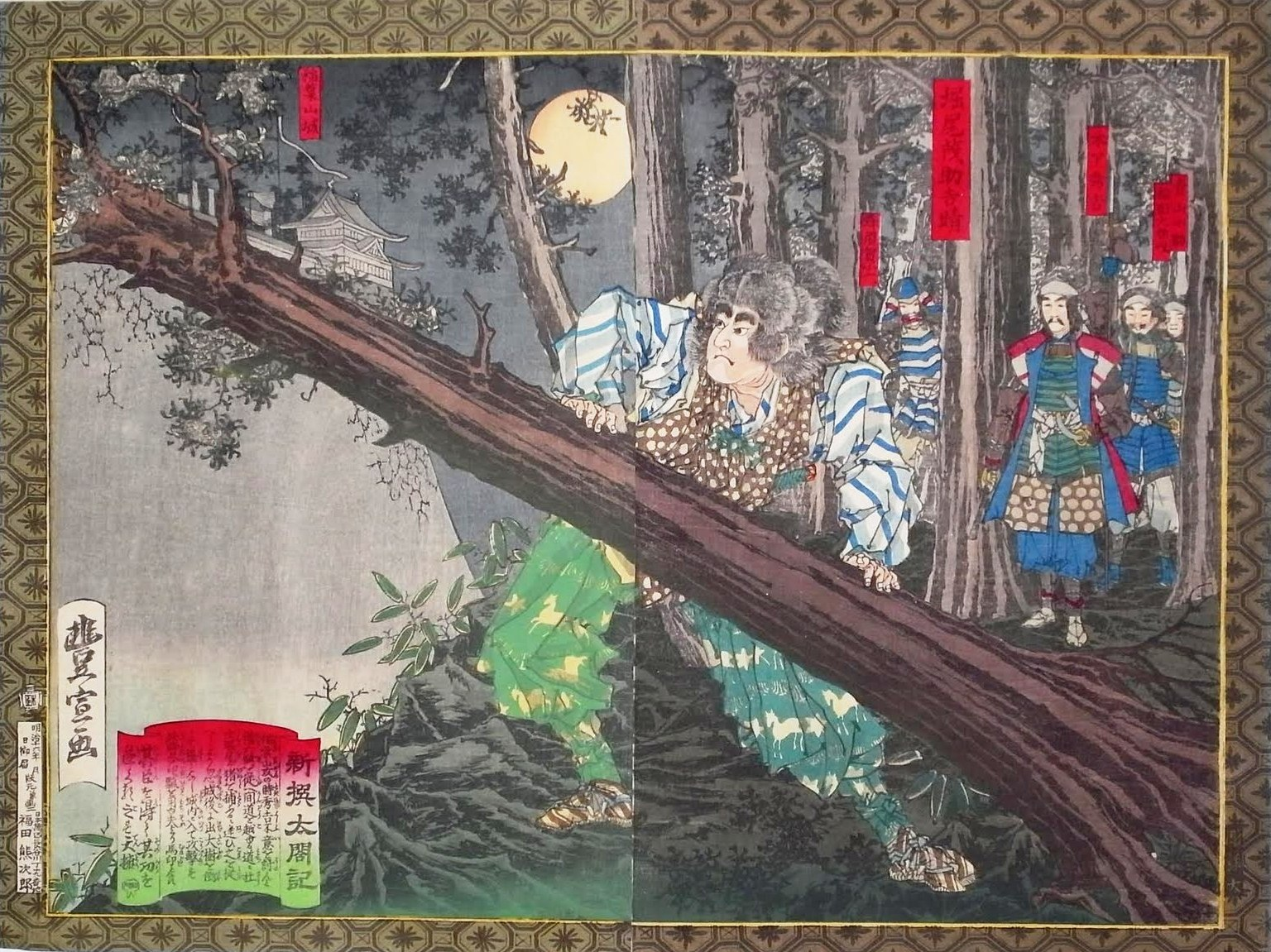
Horio Yoshiharu guida Kinoshita Hideyoshi e il suo gruppo nella loro missione al castello di Inabayama

La notte del 26 settembre Kinoshita riunì il suo gruppo e, preoccupato per il caldo tardivo dell'estate e gli sforzi fatti fino a quel punto, fornì loro acqua dolce fresca all'interno di alcune zucche. Horio Yoshiharu guidò poi Kinoshita Hideyoshi e la piccola forza di assalto attorno alla parte posteriore della montagna, dove risalirono le ripide pendici sotto la luce di luna piena. All'alba, mentre la missione di Kinoshita era in corso, la forza principale sotto Kuroda Kanbei continuò con il suo attacco al castello.
Poco dopo l'alba la squadra di Kinoshita entrò nel castello e sparò a un magazzino pieno di polvere da sparo, poi si precipitò per aprire le porte anteriori, uccidendo chiunque si fosse messo sulla loro strada. Tra le forti esplosioni dalla polvere e la vista della costruzione che bruciava con forza, la difesa del castello entrò rapidamente nel caos, ed i sconvolti ed esausti difensori pensarono di essere stati attaccati massicciamente dal retro del castello. La confusione era completa ed i soldati scesero in massa dal parapetto frontale per affrontare un inesistente assalto da dietro. Quando la squadra di Kinoshita raggiunse il cancello, legarono le loro zucche alle lance e le agitarono verso i loro alleati per segnalare che erano in posizione, dopo di che la fanteria di Kuroda caricò le porte aperte e sovrastò quello che era rimasto della guarnigione del castello.
Alla fine del 27 settembre 1567 il castello di Inabayama era caduto e i restanti signori della provincia di Mino si unirono a Nobunaga.

## Conseguenze

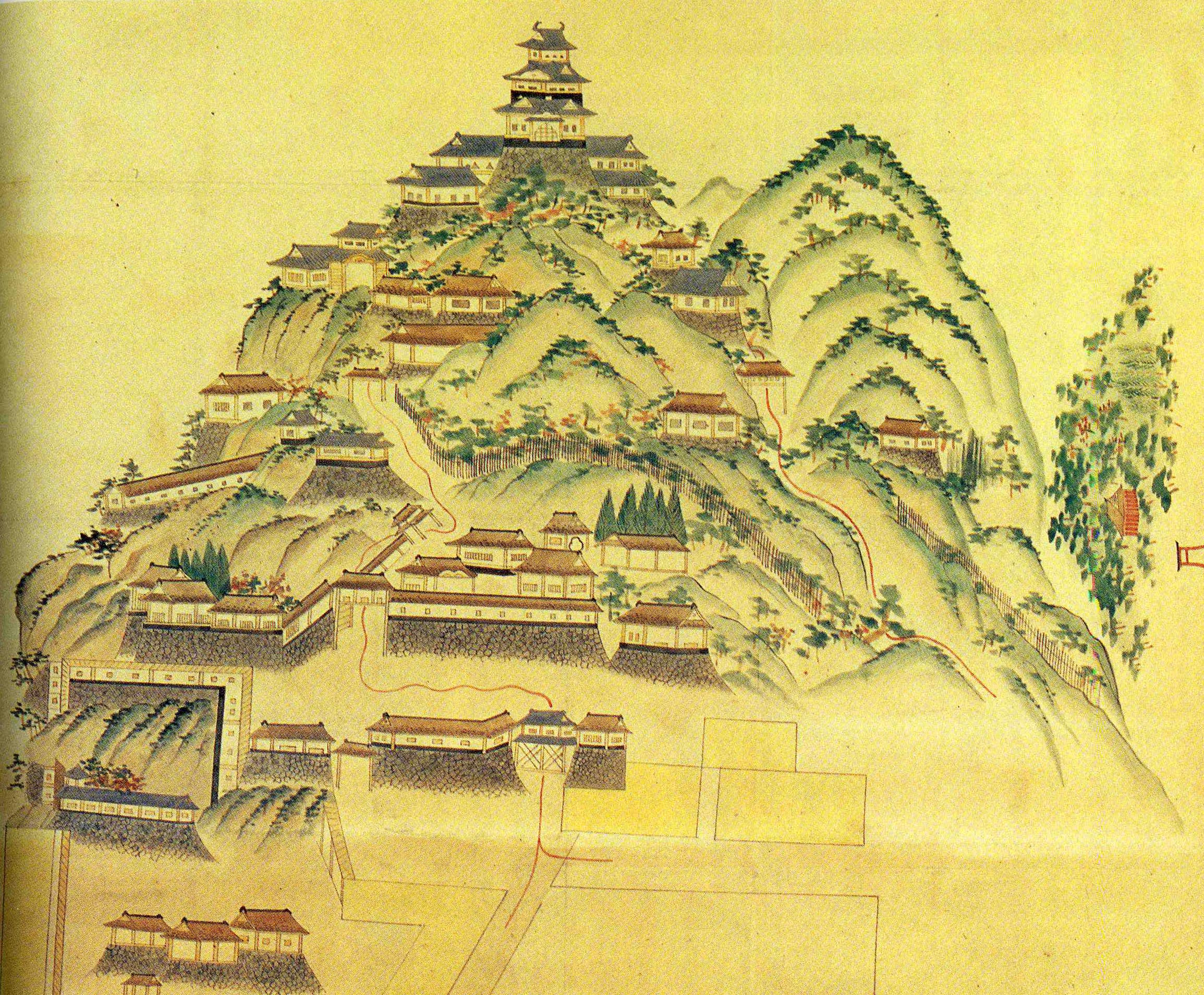
mappa del castello di Gifu del periodo Edo

In circa due settimane Nobunaga entrò e conquistò definitivamente la provincia di Mino, assicurandosi la lealtà del Triumvirato di Mino. Nobunaga ricostruì il 'castello di Inabayama' e lo chiamò 'castello di Gifu'. Trasferì la sua residenza dal castello di Komaki e quella di Gifu da dove partì per la sua storica marcia su Kyoto l'anno seguente.
Saitō Tatsuoki sopravvisse alla battaglia, anche se ci sono due storie diverse sulle modalità. Nella prima si racconta che Tatsuoki abbandonò il castello la sera prima della sua capitolazione, prese una barca e fuggì. In un'altra si racconta che Hideyoshi portò un messaggio alla torre principale, dove Tsuneoki era asserragliato, con l'assicurazione che se si fosse arreso sarebbe stato risparmiato. Tatsuoki accettò e gli fu permesso di abbandonare il castello. In entrambi i casi Tatsuoki fuggì a Nagashima nella provincia di Ise. Visse in esilio per un po' di tempo, e fu successivamente accolto da Asakura Yoshikage.
Fu ucciso nella battaglia di Tonezaka all'età di ventisei anni, nel 1573.
Gli sforzi di Kinoshita Hideyoshi per la vittoria furono riconosciuti da Nobunaga e il suo rango aumentò notevolmente. Dopo la battaglia a Kinoshita furono assegnati tre distretti nella parte settentrionale delle nuove conquiste della provincia di Mino, e non molto tempo più tardi prese il cognome Hashiba.
Quando Nobunaga lo promosse comandante Hideyoshi usò un'immagine di zucca dorata come suo standard di battaglia, in commemorazione del suo successo al castello di Inabayama. Successivamente cambiò ancora il cognome in Toyotomi.
Kuroda Kanbei, che guidò l'attacco frontale, e Takenaka Hanbei, che difese il castello, divennero importanti servitori di Toyotomi Hideyoshi.

## Esercito
- Divisione principale
  - 3,000 guidati da Oda Nobunaga
- Prima Division
  - 2,000 guidati da Shibata Katsuie
  - 2,000 guidati da Ikeda Tsuneoki
- Seconda Division
  - 1,000 guidati da Mori Yoshinari
  - 1,000 guidati da Maeda Toshiie
  - 1,000 guidati da Sassa Narimasa
  - altri
- Divisione di riserva
  - 2,000 guidati da Sakuma Nobumori
- Avanguardia
  - 1,000 guidati da Kinoshita Hideyoshi
- Triumvirato di Mino, forze non conosciute
  - Ujiie Naotomo
  - Andō Morinari
  - Inaba Yoshimichi
  - Altri